# Атотонилько-де-Тула
Атотонилько-де-Тула (исп. Atotonilco de Tula) —  город и административный центр одноимённого муниципалитета в мексиканском штате Идальго. Численность населения, по данным переписи 2010 года, составила 8 154 человека.

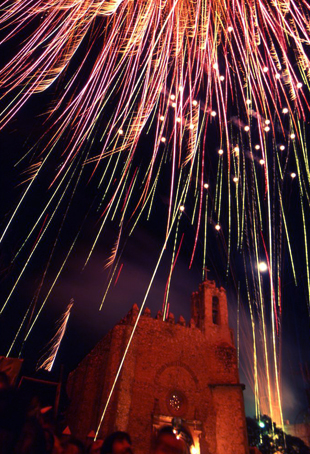
Атотонилько-де-Тула